# Hans Hugo Erdmann von Gottberg
Hans Hugo Erdmann von Gottberg (* 9. September 1812 in Mahnwitz, Pommern; † 11. Januar 1890 in Stolp) war ein preußischer Rittergutsbesitzer und Politiker.

## Leben und Wirken
Er stammte aus der adligen Familie Gottberg. Nach dem frühen Tod der Mutter wurde er zunächst in der Plamannschen Erziehungsanstalt in Berlin erzogen. Anschließend besuchte er das Gymnasium in Köslin. Von 1830 bis 1833 studierte er Rechtswissenschaften an der Albertus-Universität Königsberg und der Friedrich-Wilhelms-Universität zu Berlin. Anschließend war er als Referendar am Oberlandesgericht in Köslin tätig. Aus gesundheitlichen Gründen nahm er 1837 seinen Abschied. Als Verwalter übernahm er das seinem Vater gehörende Gut Mahnwitz, dessen Besitzer er 1842 wurde.
Gottberg war zwischen 1841 und 1871 Mitglied des Provinziallandtages der Provinz Pommern, außerdem 1847 Mitglied des Vereinigten Landtages. Ab dem 18. Mai 1848 war er für den 2. Wahlkreis der Provinz Pommern (Stolp) Mitglied der Frankfurter Nationalversammlung. Doch beteiligte er sich wenig an der Arbeit der Nationalversammlung und trat bereits zum 26. Juni 1848 zurück; als neuer Abgeordneter folgte ihm der Landschaftsrat Gustav Heinrich Kratz. 
Von 1853 bis 1873 war Gottberg Landrat des Kreises Stolp und Landschaftsrat. Zwischen 1862 und 1866 war v. Gottberg zum ersten Mal Mitglied des Preußischen Abgeordnetenhauses für die Konservative Partei (Preußen). Im Jahr 1867 war er auch Mitglied des konstituierenden Reichstag des Norddeutschen Bundes als Abgeordneter des Wahlkreises Köslin 1 (Stolp–Lauenburg i. Pom.). Zwischen 1870 und 1873 war Gottberg noch einmal Mitglied des Abgeordnetenhauses. Weil er in dieser Zeit gegen Regierungsvorlagen zur Kreisreform stimmte, wurde er als Landrat zur Disposition gestellt. Anfang 1883 wurde er in den endgültigen Ruhestand versetzt.